# Gilles Kepel
Pour les articles homonymes, voir Keppel.
Gilles Kepel, né le 30 juin 1955 à Paris, est un politologue français. Spécialiste du monde arabe contemporain et de l'islamisme radical, essayiste, il est professeur émérite à l'université Paris Sciences et Lettres.

## Biographie

### Jeunesse et études
Gilles Kepel est le fils d'un intellectuel d'origine tchèque, traducteur de Václav Havel, et d'une professeure d'anglais niçoise. L'un de ses grands-pères traduisit Guillaume Apollinaire en tchèque.
Après des études secondaires au lycée Louis-le-Grand, Gilles Kepel suit une classe préparatoire littéraire. Il milite brièvement à la Ligue communiste. Il découvre le Moyen-Orient durant l'été 1974 en se rendant en Syrie. À son retour, il s'inscrit à des cours d'arabe à l'université Paris III - Sorbonne-Nouvelle. Diplômé de philosophie et d’anglais, il termine sa formation d’arabisant à l'Institut français du Proche-Orient en 1978. Il entre ensuite à l'Institut d'études politiques de Paris (section Relations internationales) dont il sort diplômé en 1980. Il s'inscrit en doctorat au Centre d'études et de documentation économiques, juridiques et sociales (CEDEJ) au Caire et travaille sur les mouvements islamistes contemporains, et plus spécifiquement sur les Frères musulmans. Soutenue en 1983, sa thèse est publiée sous le titre Le Prophète et pharaon en 1984, premier ouvrage analysant l’islamisme militant contemporain. En 1993, Gilles Kepel soutient une habilitation à diriger des recherches.

### Carrière
En 1985, Gilles Kepel travaille comme chercheur au Centre national de la recherche scientifique (CNRS). Il effectue des enquêtes sur le développement de l'islam en France en tant que phénomène social et politique. Il publie en 1987 le livre Les Banlieues de l’islam, ouvrage qui lui vaut des critiques de milieux de gauche pour qui il « fait le jeu de Jean-Marie Le Pen ». Il y analyse l'influence grandissante des Frères musulmans et de l'Arabie saoudite dans les banlieues ainsi que le lien entre revendications identitaires et enracinement.
En 1991 il publie La Revanche de Dieu (vendu à 60 000 exemplaires, traduit en vingt langues), étude comparée des mouvements politico-religieux émanant du judaïsme, de l'islam et du christianisme.
Des enquêtes de terrain sur les populations afro-américaines musulmanes aux États-Unis lui permettent de publier, en s'inspirant de l'affaire Salman Rushdie et de l'affaire du voile de Creil, un ouvrage, À l'ouest d'Allah (1994) traduit en anglais en 1996 (Allah in the West).
En 1995, Gilles Kepel est nommé directeur de recherche au CNRS, puis professeur associé à l'université Columbia et l'université de New York, où il prépare son livre Jihad, une étude globale du monde musulman, de l'Indonésie à l'Afrique (traduit en douze langues).
Malgré le succès commercial de Jihad au moment de sa publication, les critiques pleuvent après les attentats du 11 septembre 2001, à cause de son parti pris concernant l’échec de l'islam politique en tant que facteur de mobilisation à la fin des années 1990[réf. nécessaire].
En 2001, Gilles Kepel est nommé professeur de science politique à Sciences Po Paris. Il contribue à la fondation du campus Moyen-Orient Méditerranée, ainsi que du Forum EuroGolfe.
En 2010, Gilles Kepel est nommé membre senior de l’Institut universitaire de France, ce qui lui permet de revenir à ses travaux de terrain. Il est également nommé professeur invité à la London School of Economics en 2009-2010[réf. souhaitée].
En 2012, Sciences Po décide de fermer la chaire Moyen-Orient Méditerranée, en raison, notamment et selon Télérama et Mediapart, des « conférences somptuaires » financées par le Koweït,.
En 2013 il décrit les révolutions arabes à travers l’ouvrage Passion arabe (Prix Pétrarque de France Culture, « Meilleur livre de l’année » selon Le Monde),.
En 2014, il publie Passion française, une enquête analysant la première génération de candidats issus de l’immigration musulmane aux élections législatives, principalement à Roubaix et à Marseille. Il s’agit du troisième livre de la tétralogie de Gilles Kepel, qui se termine avec Terreur dans l’Hexagone en 2015, mettant en perspective les attentats jihadistes en France. La publication de ce best-seller fait de Gilles Kepel une figure intellectuelle médiatique, mais aussi une cible des djihadistes.
En 2016, il publie La Fracture, basé sur des chroniques radiophoniques effectuées sur France Culture entre 2015 et 2016, analysant l’impact du djihadisme au moment de la multiplication des attentats sur le sol français et européen. Selon lui, la « multiplication d’actions atroces et spectaculaires a pour but de provoquer une « fracture » – d’où le titre du livre – censée isoler les musulmans de France, transformés, du coup, en réservoir de djihadistes ».
En 2018, il publie Sortir du Chaos. Les crises en Méditerranée et au Moyen-Orient, une analyse des différents événements majeurs au Moyen-Orient, depuis la guerre d'octobre 1973, suivie de l'explosion des prix du pétrole et de la prolifération du jihad, à travers ses trois grandes phases depuis l'Afghanistan et Al-Qaïda. Dans cet ouvrage, Gilles Kepel propose également le récit des six principaux soulèvements arabes, de la Tunisie à la Syrie.
Il s'entretient régulièrement avec Emmanuel Macron sous sa présidence.
En 2023 la chaire de Gilles Kepel à l'École Normale Supérieure est supprimée. Selon Mediapart, cette fermeture est à mettre sur le compte d'un bilan scientifique très faible, à quoi s'ajoute le coût exorbitant de l'activité de la chaire.

## Positionnement politique
Dès 2016 Gilles Kepel soutient le mouvement politique Printemps républicain.
Bien qu'issu lui-même de la gauche, G. Kepel affirme en 2016-2017 qu'une partie de la gauche française est devenue naïve, voire complice par son aveuglement criminel des islamistes, dont il affirme que l'un des objectifs est de fracturer la société française[pas clair].
Il est membre du comité scientifique d'un laboratoire d'idées créé en 2021 par Jean-Michel Blanquer, ancien ministre de l’éducation nationale, le « Laboratoire de la République ».
Il s'en prend en de multiples occasions au « wokisme » et à la « nébuleuse islamo-gauchiste », et prône « une vision offensive de la laïcité », selon La Croix (en 2023).
En 2024, Télérama présente Gilles Kepel comme un « expert de l'islam controversé », du fait qu'il accorde des entretiens à des médias d’extrême droite, et qu'il s'estime persécuté par « les wokistes de l’université ».

## Positionnement au sein de champ académique
En 2023, La Croix trace un bilan contrasté de la carrière de Gilles Kepel. D'une part, G. Kepel bénéficie d'une aura académique pour ses premiers travaux sur l’islam, en particulier Les Banlieues de l’islam, ouvrage publié en 1987, centré sur l'islam en France, considéré comme « pionnier » sur ce thème, ainsi que Le prophète et le Pharaon, ouvrage également publié en 1987, centré sur les mouvements islamistes en Égypte. D'autre part, Gilles Kepel est de plus en plus « critiqué » par ses pairs au sein de l'université, en raison de sa proximité avec l'univers médiatique et le pouvoir politique. Le reproche méthodologique adressé à Gilles Kepel en tant que spécialiste de l'islam est lié au fait que l'islamologue prendrait appui exclusivement sur les doctrines des mouvements islamistes, et ne tiendrait pas compte suffisamment du contexte socio-politique dans lequel agissent les islamistes.
En 2016 le sociologue Vincent Geisser considère que Gilles Kepel s'éloigne de la rigueur exigée dans le monde académique, comme l'attesterait le titre du dernier ouvrage de l'islamologue, Terreur dans l’Hexagone, qui ressemble plus au titre d'un « film d’horreur ou du tract d’une organisation politique pour une campagne électorale, voire d'un roman d’espionnage » qu'à celui d'un ouvrage universitaire. Vincent Gessner reproche surtout aux analyses de Gilles Kepel de ramener l'évolution des quartiers populaires en France à un facteur unique d'explication - l'islam - et de « venir ainsi conforter, sous un registre érudit et savant, certaines représentations communes » des musulmans. Kepel énoncerait selon V. Geisser des contre-vérités, des raccourcis simplistes, avec une tendance à « islamiser » à outrance les problèmes des banlieues.
Gilles Kepel est en profond désaccord avec le politologue Olivier Roy sur l'analyse des causes du terrorisme islamiste en France,. G. Kepel attribue le djihadisme à une « radicalisation de l’islam » ; Olivier Roy, pour sa part, évoque une« islamisation de la radicalité ».

## Polémique
Gilles Kepel est accusé par François Burgat d'avoir agressé son doctorant Pascal Ménoret, en 2008, lors d'une soirée à Middle East Association (en) de Washington. Gilles Kepel aurait été exclu de l'association,. Ménoret avait rédigé un pamphlet sur Kepel quelques années plus tôt que ce dernier avait peu goûté,. Invité dans l'émission Répliques par Alain Finkielkraut, Kepel présente une version différente des faits face à François Burgat et nie avoir fait usage de violence.

## Publications
- Le Prophète et Pharaon. Les mouvements islamistes dans l'Égypte contemporaine, Paris, éditions Gallimard, coll. « Folio histoire », 2012 (1re éd. 1984), 245 p. (présentation en ligne)
- Les Banlieues de l'islam. Naissance d'une religion en France, Paris, éditions du Seuil, 1987
- La Revanche de Dieu. Chrétiens, juifs et musulmans à la reconquête du monde, Paris, éditions du Seuil, coll. « Points », rééd. 2003 augmentée (1re éd. 1991), 282 p. (présentation en ligne)
- À l'ouest d'Allah, Paris, éditions du Seuil, 1995 (1re éd. 1994), 335 p. (présentation en ligne)
- Jihad. Expansion et déclin de l'islamisme, Paris, éditions Gallimard, coll. « Folio actuel », 2003, 2e édition refondue et mise à jour (1re éd. 2000), 460 p. (présentation en ligne)
- Chronique d'une guerre d'Orient, Paris, éditions Gallimard, 2002
- Fitna. Guerre au cœur de l'islam, Paris, éditions Gallimard, coll. « Folio actuel », 2007 (1re éd. 2004), 382 p. (présentation en ligne)
- Terreur et martyre. Relever le défi de civilisation, Paris, groupe Flammarion, 2008 ; rééd. coll. « Champs actuel », Flammarion, 2009
- Banlieue de la République. Société, politique et religion à Clichy-sous-Bois et Montfermeil, Paris, éditions Gallimard, 2012
- Quatre-vingt-treize, Paris, éditions Gallimard, 2012
- Passion arabe, Paris, éditions Gallimard, 2013
- Passion française. La voix des cités, Paris, éditions Gallimard, 2014
- Passion en Kabylie, Paris, éditions Gallimard, collection Témoins, 2014 Le livret accompagne la publication sous coffret de Passion arabe et de Passion française.
- Qui est Daech ? (avec Edgar Morin, Régis Debray, Michel Onfray, Olivier Weber, Jean-Christophe Rufin et Tahar Ben Jelloun), Paris, éditions Philippe Rey, 2015
- Terreur dans l'Hexagone, Genèse du djihad français, avec Antoine Jardin, Paris, éditions Gallimard, 2015
- La Fracture[26], Paris, co-édition Gallimard/ France Culture, 2016
- Sortir du chaos, Les crises en Méditerranée et au Moyen-Orient, Paris, éditions Gallimard, 2018, [présentation éditeur],  (ISBN 978-2-0727-7047-0)
- Le prophète et la pandémie : Du Moyen-Orient au jihadisme d’atmosphère, Paris/61-Lonrai, éditions Gallimard, 2021, 336 p. (ISBN 978-2-0729-2312-8)[27],[28],[29]
- Enfant de Bohême, récit autobiographique et familial, Paris, éditions Gallimard, 2022.  (ISBN 978-2-0729-9591-0)
- Prophète en son pays, éditions de l'Observatoire, 2023.
- Holocaustes, Plon, 2024, 192 pages,  (ISBN 9782259319621)
- Le bouleversement du monde. L'après 7 octobre, Plon, 26 septembre 2024, 168 p.

### Direction d'ouvrages collectifs
- Les Musulmans dans la société française (avec Rémy Leveau), Paris, Presses de Sciences Po, 1988
- Intellectuels et militants de l'islam contemporain (avec Yann Richard), Paris, éditions du Seuil, 1990
- Les Politiques de Dieu, Paris, éditions du Seuil, 1993
- Exils et royaumes. Les appartenances au monde arabo-musulman aujourd'hui, Seuil, Presses de Sciences Po, 1994
- Al-Qaida dans le texte (avec Jean-Pierre Milelli), Paris, Presses universitaires de France, 2005 ; nouvelle édition revue et augmentée, coll. « Quadrige », PUF, 2008

### Récompenses
- Officier de la Légion d'honneur (2022)[30], chevalier en 2011[31]
- Officier de l'ordre national du Mérite (2015)[32]
- Chevalier de l'ordre des Arts et des Lettres[réf. nécessaire]
- Officier de l'ordre du Mérite culturel de Monaco (2012)[33]

- 2013 : Prix Pétrarque de l’essai France Culture/Le Monde[34]